# Tanzania i olympiska spelen
Tanzania deltog första gången vid olympiska sommarspelen 1964 i Tokyo och har sedan dess varit med vid varje olympiskt sommarspel förutom vid spelen 1976 i Montréal som man bojkottade. Landet har aldrig deltagit vid de olympiska vinterspelen. Man har totalt vunnit två medaljer.

## Medaljer
| Guld | Silver | Brons | Totalt antal medaljer |
| ---- | ------ | ----- | --------------------- |
| 0    | 2      | 0     | 2                     |

### Medaljer efter sommarspel
| Spel                | Idrottare        | Guld        | Silver      | Brons       | Totalt      | Placering   |
| Tokyo 1964          | 4                | 0           | 0           | 0           | 0           | –           |
| Mexico City 1968    | 4                | 0           | 0           | 0           | 0           | –           |
| München 1972        | 15               | 0           | 0           | 0           | 0           | –           |
| Montréal 1976       | Deltog inte      | Deltog inte | Deltog inte | Deltog inte | Deltog inte | Deltog inte |
| Moskva 1980         | 41               | 0           | 2           | 0           | 2           | 28          |
| Los Angeles 1984    | 18               | 0           | 0           | 0           | 0           | –           |
| Seoul 1988          | 10               | 0           | 0           | 0           | 0           | –           |
| Barcelona 1992      | 9                | 0           | 0           | 0           | 0           | –           |
| Atlanta 1996        | 7                | 0           | 0           | 0           | 0           | –           |
| Sydney 2000         | 4                | 0           | 0           | 0           | 0           | –           |
| Aten 2004           | 8                | 0           | 0           | 0           | 0           | –           |
| Peking 2008         | 10               | 0           | 0           | 0           | 0           | –           |
| London 2012         | 6                | 0           | 0           | 0           | 0           | –           |
| Rio de Janeiro 2016 | 7                | 0           | 0           | 0           | 0           | –           |
| Tokyo 2020          | 3                | 0           | 0           | 0           | 0           | –           |
| Paris 2024          | Framtida tävling |             |             |             |             |             |
| Los Angeles 2028    | Framtida tävling |             |             |             |             |             |
| Brisbane 2032       | Framtida tävling |             |             |             |             |             |
| Totalt              | Totalt           | 0           | 2           | 0           | 2           | 121         |

### Medaljer efter sporter
| Sport            | Guld | Silver | Brons | Totalt |
| Friidrott        | 0    | 2      | 0     | 2      |
| Totalt (1 sport) | 0    | 2      | 0     | 2      |

## Lista över medaljörer
| Medalj | Namn             | Spel        | Sport     | Gren                         |
| ------ | ---------------- | ----------- | --------- | ---------------------------- |
| Silver | Suleiman Nyambui | Moskva 1980 | Friidrott | Herrarnas 5 000 meter        |
| Silver | Filbert Bayi     | Moskva 1980 | Friidrott | Herrarnas 3 000 meter hinder |